# Ökenrossläktet
Ökenrossläktet (Adenium) är ett släkte i familjen oleanderväxter som består cirka fem arter som ursprungligen kommer från södra arabiska halvön och Afrika. Vissa botanister accepterar bara en art, med flera underarter. De odlas ibland som krukväxter i Sverige.